# Ernst II van Brunswijk-Lüneburg
Ernst II van Brunswijk-Lüneburg (31 december 1564 - 2 maart 1611) was van 1592 tot aan zijn dood hertog van Brunswijk-Lüneburg. Hij behoorde tot het Nieuwere Huis Lüneburg.

## Levensloop
Ernst II was de oudste zoon van hertog Willem de Jongere van Brunswijk-Lüneburg en diens echtgenote Dorothea, dochter van koning Christiaan III van Denemarken. Hij studeerde in Wittenberg, Leipzig en Straatsburg, waarna hij wegens de steeds verslechterende gezondheidstoestand van zijn vader terugkeerde naar Celle.
In 1592 volgde hij zijn vader op als hertog van Brunswijk-Lüneburg. Zijn regering werd gedomineerd door zijn pogingen om het financiële vermogen van zijn landerijen en zijn familie te vergroten, omdat zijn vader hem een hertogdom met hoge schulden had nagelaten. In 1610 sloot hij met zijn broers het Familieverdrag van Celle, waarbij de ondeelbaarheid van zijn hertogdom verzekerd werd. Dit werd in 1612 door keizer Matthias bevestigd.
In maart 1611 stierf Ernst op 46-jarige leeftijd. Omdat hij ongehuwd en kinderloos gebleven was, werd hij als hertog van Brunswijk-Lüneburg opgevolgd door zijn jongere broer Christiaan.

## Voorouders
| Voorouders van Ernst II van Brunswijk-Lüneburg | Voorouders van Ernst II van Brunswijk-Lüneburg                                            | Voorouders van Ernst II van Brunswijk-Lüneburg                                            | Voorouders van Ernst II van Brunswijk-Lüneburg                                            | Voorouders van Ernst II van Brunswijk-Lüneburg                                            | Voorouders van Ernst II van Brunswijk-Lüneburg                                             | Voorouders van Ernst II van Brunswijk-Lüneburg                                             | Voorouders van Ernst II van Brunswijk-Lüneburg                                                    | Voorouders van Ernst II van Brunswijk-Lüneburg                                                    |
| ---------------------------------------------- | ----------------------------------------------------------------------------------------- | ----------------------------------------------------------------------------------------- | ----------------------------------------------------------------------------------------- | ----------------------------------------------------------------------------------------- | ------------------------------------------------------------------------------------------ | ------------------------------------------------------------------------------------------ | ------------------------------------------------------------------------------------------------- | ------------------------------------------------------------------------------------------------- |
| Overgrootouders                                | Hendrik I van Brunswijk-Lüneburg (1468-1532) ∞ Margaretha van Saksen (1469-1528)          | Hendrik I van Brunswijk-Lüneburg (1468-1532) ∞ Margaretha van Saksen (1469-1528)          | Hendrik V van Mecklenburg (1479-1552) ∞ Ursula van Brandenburg (1488-1510)                | Hendrik V van Mecklenburg (1479-1552) ∞ Ursula van Brandenburg (1488-1510)                | Frederik I van Denemarken (1471-1533) ∞ Anna van Brandenburg (1487-1514)                   | Frederik I van Denemarken (1471-1533) ∞ Anna van Brandenburg (1487-1514)                   | Magnus I van Saksen-Lauenburg (1470-1543) ∞ 1589 Catharina van Brunswijk-Wolfenbüttel (1488-1563) | Magnus I van Saksen-Lauenburg (1470-1543) ∞ 1589 Catharina van Brunswijk-Wolfenbüttel (1488-1563) |
| Grootouders                                    | Ernst I van Brunswijk-Lüneburg (1497-1546) ∞ 1561 Sophia van Mecklenburg-Schwerin (-1541) | Ernst I van Brunswijk-Lüneburg (1497-1546) ∞ 1561 Sophia van Mecklenburg-Schwerin (-1541) | Ernst I van Brunswijk-Lüneburg (1497-1546) ∞ 1561 Sophia van Mecklenburg-Schwerin (-1541) | Ernst I van Brunswijk-Lüneburg (1497-1546) ∞ 1561 Sophia van Mecklenburg-Schwerin (-1541) | Christiaan III van Denemarken (1503-1559) ∞ 1598 Dorothea van Saksen-Lauenburg (1511-1571) | Christiaan III van Denemarken (1503-1559) ∞ 1598 Dorothea van Saksen-Lauenburg (1511-1571) | Christiaan III van Denemarken (1503-1559) ∞ 1598 Dorothea van Saksen-Lauenburg (1511-1571)        | Christiaan III van Denemarken (1503-1559) ∞ 1598 Dorothea van Saksen-Lauenburg (1511-1571)        |
| Ouders                                         | Willem V van Brunswijk-Lüneburg (1535-1592) ∞ 1561 Dorothea van Oldenburg (1546-1617)     | Willem V van Brunswijk-Lüneburg (1535-1592) ∞ 1561 Dorothea van Oldenburg (1546-1617)     | Willem V van Brunswijk-Lüneburg (1535-1592) ∞ 1561 Dorothea van Oldenburg (1546-1617)     | Willem V van Brunswijk-Lüneburg (1535-1592) ∞ 1561 Dorothea van Oldenburg (1546-1617)     | Willem V van Brunswijk-Lüneburg (1535-1592) ∞ 1561 Dorothea van Oldenburg (1546-1617)      | Willem V van Brunswijk-Lüneburg (1535-1592) ∞ 1561 Dorothea van Oldenburg (1546-1617)      | Willem V van Brunswijk-Lüneburg (1535-1592) ∞ 1561 Dorothea van Oldenburg (1546-1617)             | Willem V van Brunswijk-Lüneburg (1535-1592) ∞ 1561 Dorothea van Oldenburg (1546-1617)             |
| Ernst II van Brunswijk-Lüneburg (1564-1611)    |                                                                                           |                                                                                           |                                                                                           |                                                                                           |                                                                                            |                                                                                            |                                                                                                   |                                                                                                   |